# کمال اجتماعی جندقی
کمال اجتماعی جندقی (۸ اسفند ۱۳۰۸ – ۵ اسفند ۱۴۰۱) شاعر و طنزپرداز ایرانی بود. او تحصیلات خود را در دانشسرای مقدماتی گذراند و سپس در دانشکده ادبیات دانشگاه تهران مشغول تحصیل شد، اما آن را ناتمام گذاشت. او مدتی مدیر مجلهٔ یغما بود و با نام‌های مستعار کمالو، نیمسوز و کماج با نشریات طنز توفیق، چلنگر و آهنگر همکاری داشت..
او همچنین از ویراستاران فرهنگ بزرگ سخن بود که برندهٔ بیست و یکمین دوره کتاب سال جمهوری اسلامی ایران شد.

«گلبانگ»، «اسم گل» و «لطایف گلبانگ» از  آثار به جا مانده از کمال اجتماعی جندقی است.

## آثار
- گلبانگ
- اسم گل
- لطایف گلبانگ